# Корабель (телесеріал)
«Корабель» (ісп. El Barco) — іспанський постапокаліптичний телесеріал, створений Алексом Піною з Globomedia для Antena 3. Прем'єра серіалу відбулась 17 січня 2011 року і закінчилась трансляція 21 лютого 2013 року. На даний момент вийшли всі три сезони серіалу. Перший містить 13 серій, другий — 14 серій. Третій розпочався 18 жовтня 2012 року, і містить 16 серій.

## Сюжет
Корабель «Полярна зірка» вирушає в своє плавання, з метою навчання студентів-моряків. Капітаном є Рікардо Монтеро, чиї дві дочки — Айноа і Валерія — перебувають з ним, на кораблі. З метою познайомитися з батьком, старпомом де ла Куадра, на борт проникає його син Улісес. Спочатку батько не визнає сина і укладає під арешт, але пізніше змінює своє рішення. Після катастрофічних подій, пов'язаних з вибухом адронного колайдера, «Полярна зірка» залишається одним з небагатьох місць, де вижили люди. Більшість земної поверхні виявляється затягнуте в чорну діру, що утворилася при вибуху. Після таких подій 99 % суші затоплена водою, але екіпаж не здається і протягом сезонів відчайдушно шукає острів, який є єдиною сушею на землі. Протягом всього серіалу екіпажу трапляються різні випробування. Доктор Хулія Вілсон розповідає капітану, що вони є частиною експерименту секретної організації, яка займається виживанням виду людського. І капітан дізнається від неї що на світі існують ще 6 таких кораблів, які також належать цій організації.

## Актори
| Актор             | Роль                                    | Примітка |
| ----------------- | --------------------------------------- | --- |
| Маріо Касас       | Улісес Гармендія                        | Син старпома на «Полярній зірці». Він потайки пробрався на корабель. В наступні тижні заводить стосунки з донькою капітана. За його твердженням, він тут тільки тому, що хотів знайти свого рідного батька. Але чи тільки з цієї причини він на кораблі? |
| Хуан Хосе Артеро  | Рікардо Монтеро                         | Капітан корабля, має двох дочок, турбота про яких є для нього найважливішими після катастрофи. Закоханий в Доктора Хулію Вілсон. |
| Бланка Суарес     | Айноа Монтеро                           | Дочка капітана, в останніх серіях першого сезону вступає в романтичні відносини з Улісесом. Була в стосунках з Ернесто Гамбоа. |
| Ірен Монтала      | Хулія Вілсон                            | Доктор, одна з тих учених, які брали участь в проекті адронного колайдера. В кінці першого сезону розкривається її участь в секретній програмі невідомої компанії. |
| Хуан Пабло Шук    | Ернесто Гамбоа                          | Негативний персонаж серіалу. В одній із серій він вбиває 19-річного студента, пізніше при спробі втекти на рятувальному плоту був зупинений Улісесом, суд над яким через дані подій закінчується поверненням Гамбоа на корабель. Як і Хулія Вілсон, пов'язаний з таємною організацією. Саме його погрози розправою над сім'єю капітана призводять до розриву відносин Айної та Улісеса. |
| Іван Массаге      | Бурбуха, Бульбашка (Роберто Карденьоса) | Помічник кухаря, а також технік-слюсар. Через те, що одного разу провів під водою без повітря більше 4 хвилин, має деякі мозкові відхилення. Має вищу біологічну освіту. У першому сезоні неодноразово виручає корабель і його екіпаж з біди. В першому сезоні починає поступово згадувати своє минуле.                                                                                 |
| Неус Санс Ескобар | Саломея Паласіос                        | Повар на кораблі. Вирішує важливі психологічні конфлікти. Зустрічається зі старпомом Хуліаном де ла Куадра. Сестра Бульбашки. |
| Луїс Каледжо      | Хуліан де ла Куадра                     | Старпом на кораблі «Полярна зірка». Батько Улісес, а також найкращий друг капітана. |
| Бернабе Фернандес | Андрес Паломарес                        | Студент-моряк, вихований в католицькій сім'ї, священнослужитель католицької церкви. Протягом другого сезону закоханий в Вільму Ліоренте. |
| Марина Салас      | Вілма Ліоренте                          | Вагітна дівчина на кораблі, чиє життя, як і її дитини в небезпеці — немає необхідного медичного обладнання. Незважаючи на те, що вагітність під великою загрозою, вона воліє робити те, що вона вважає доречним в кожному моменті. Подруга Паломареса, який закоханий у неї. Деякий час зустрічається з Піті, який згодився бути батьком її дитини.                                     |
| Хав'єр Ернандес   | Педро (Піті) Хіронес                    | Персонаж, який вперше піднявшись на палубу корабля, відразу ж показує свій характер: спочатку нагрубив старпомові, внаслідок чого йому довелося ходити з жуйкою на лобі наступні 24 години. Але на цю тему він завжди жартує. Піті закоханий в Вілму (другий сезон), він часто засмучує її своєю поведінкою, хоч і є в серіалі «дошкою, плаваючою після краху» для персоналу.           |
| Патрісія Арбуес   | Валерія Монтеро                         | П'ятирічна дівчинка, нещодавно втратила матір, вирушає зі своїм батьком-капітаном у плавання. Це чиста і світла дитина, яка не приховує таємниць. Її найкращим другом стає Барбуха. Усі вважають її головною радістю на кораблі, адже, можливо, вона єдина дитина у світі. |

## Трансляція в Україні
В Україні серіал транслювався на каналах «К1» та «Zoom».

## Українське багатоголосе закадрове озвучення
Українською мовою серіал озвучено студією «Так Треба Продакшн» у 2012 році. Ролі озвучували: Юрій Гребельник, Володимир та Дмитро Терещуки, Наталя Поліщук і Катерина Буцька.